# シュヴァルツヴァルト線 (バーデン)
シュヴァルツヴァルト線（シュヴァルツヴァルトせん、ドイツ語: Schwarzwaldbahn, 日本語では黒い森線の意味）はオフェンブルクとジンゲンを結ぶ、バーデン＝ヴュルテンベルク州にある、複線の幹線電気鉄道である。この路線はシュトゥットガルト - カルフ区間のヴュルテンベルク・シュヴァルツヴァルト線と区別されて「バーデン・シュヴァルツヴァルト線」と呼ばれている。この路線の距離は150 kmで、高低差は650 m、トンネルの数えは39である。ハウザッハ - ザンクト・ゲオルゲン間の上り坂はその建築物と絶景で目立っている。シュヴァルツヴァルト線は1863年から1873年までゲルヴィヒ（Robert Gerwig, 1820-1885）の計画下で建設され、今日までシュヴァルツヴァルトを貫通する重要な路線と考えられている。

## 沿線概況

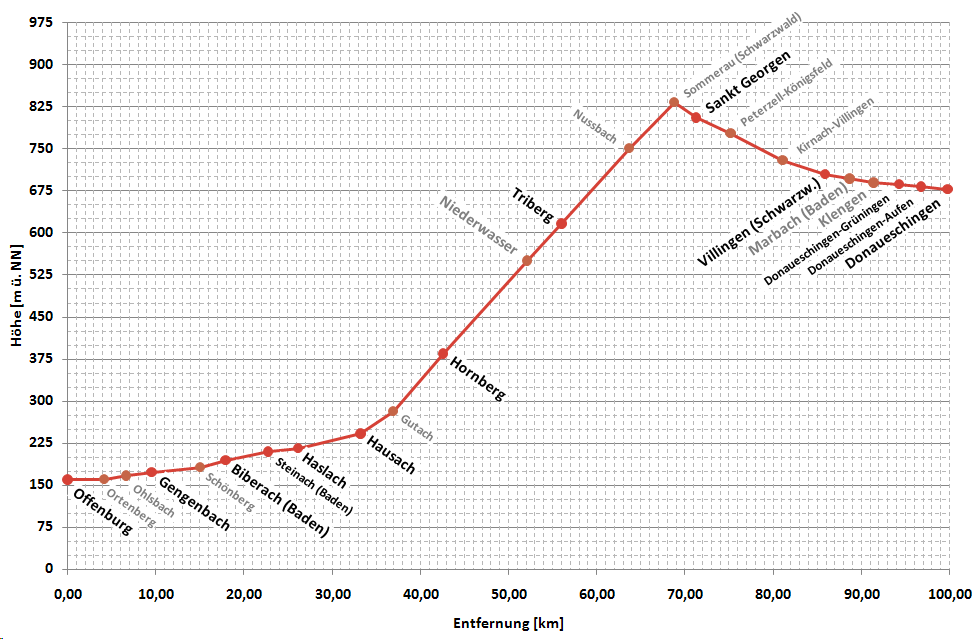
オフェンブルク - ドナウエシンゲン区間の高低断面図

この路線の道筋はシュヴァルツヴァルトを対角で通って、オフェンブルク - ジンゲン区間の距離を240 kmから150 kmに短縮した。馬車のみで行かれた多いの町にとって、シュヴァルツヴァルト線は産業化の鍵であった。19世紀末から第一次世界大戦までシュヴァルツヴァルト地域の時計製造業は好況期を迎えた。ザンクト・ゲオルゲン、トリベルク、ホルンベルク、フィリンゲン＝シュヴェニンゲン、ドナウエシンゲンなど、沿線の町は経済的な利益を受けた。この路線で地元の観光業も発達した。
バーデン・シュヴァルツヴァルト線は全区間でバーデン＝ヴュルテンベルク州の文化財保護法（DSchG Baden-Württemberg）第2条1項により文化財保護代償と指定されている。この路線は建設・技術・交通・社会発展・地域経済・観光の分野で歴史的な意味を持つこととなる。
列車はオフェンブルクからハウザッハまでキンツィヒ川を沿って、ゲンゲンバッハ付近では隣接して走行する。オフェンブルク - ゲンゲンバッハ区間ではぶどう畑のやまが広がっている。ホルンベルクまでこの路線はグタッハ小川と並行に伸びる。列車はそこからザンクト・ゲオルゲンまで幾つのループ線と多いトンネルを通過し、高低差数百メートルの坂を通り過ぎる。ループの区間は最大勾配を20~25 ‰として制限するために、人為的に伸ばされた。
ホルンベルク駅とトリベルク駅の間にはオルテナウ郡とシュヴァルツヴァルト＝バール郡が隣接している。トリベルクではいわゆる「三重線路の展望（Dreibahnenblick）」は見えて、名所と考えられている。長さ1697 mのゾンメラウトンネルはライン川とドナウ河の分水界の下にある。
ザンクト・ゲオルゲン駅から列車はドナウ源流の一つであるブリガッハ川を沿って走行する。フィリンゲンからこの路線はシュヴァルツヴァルトから徐々に離れてバール高原を貫通する。ドナウエシンゲン駅でをの地域で2番目で重要なホェレンタール線が分岐する。この路線はイメンディンゲンまでブリガッハ川とブレク川が合流して流れるドナウ河と並行する。旧グトマーディンゲン駅 - 旧ハティンゲン駅区間はトゥトリンゲン郡に、残りの区間はコンスタンツ郡に属する。シュトゥットガルト方面のゴイ線がこの路線と合流する後、列車はハティンゲントンネルを通じてドナウ - ライン分水界を通過する。
この路線で設置された信号扱い所の形態は多様で、フィリンゲンの機械式操作室、トリベルクのリレー制御操作室、イメンディンゲンの運転指令所が挙げられている。

## 歴史

### バーデン鉄道時代

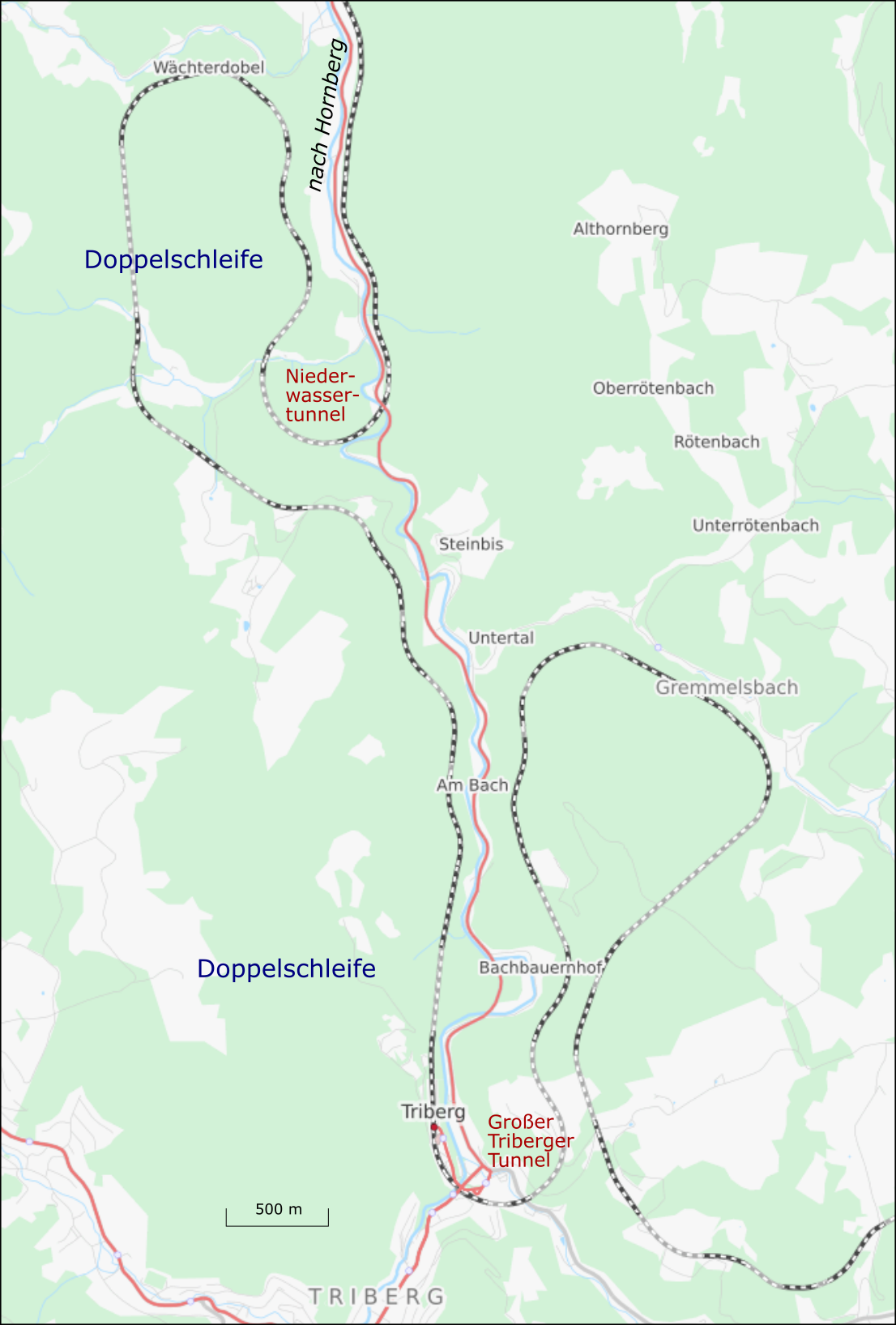
トリベルク区間のループ線区間

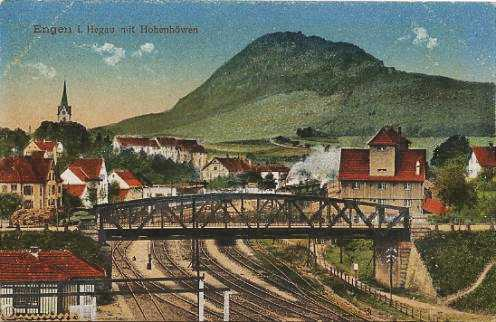
エンゲン駅（1900年）

シュヴァルツヴァルトを貫通する鉄道路線は1840年代に既に計画されたが、その計画案は相対的に低い性能の機関車と技術的な難点の原因で破棄された。この路線はドイツとスイスの国境を経由する、ゴットハルト線の支線として運営される予定であった。ヴータッハ峡谷は地形の問題でドナウエシンゲン南の道はふさがれ、ジンゲンを経てシャフハウゼン州に入る迂回路が決定された。
オフェンブルクとジンゲンがそれぞれ起点と終点として、三つの候補が検討された。第一案であったドナウ源流であるブレク川の沿線は技術的な難点と高い建設費用のため破棄された。第三案であったシルタッハ経由の経路で建設するのが最も簡単であったが、ヴュルテンベルク領の出入りのため、除外された。三番目の候補路線はシュラムベルクの時計産業にフルトヴァンゲンの競争企業より相当な利益を与えるはずだったが、バーデンはそれに関心を持っていなかった。結局第二案が現在の経路の通り採択され、計画および建設は鉄道技術者であったゲルヴィヒに任された。
建設計画の期間は長くて、多いトンネルと複雑な工法が必要であったので、バーデン鉄道は起点駅と終点駅でそれぞれ建設を開始しようと決定した。オフェンブルク - ハウザッハ区間の建設はキンツィヒ川に沿って行った工事であったので、順調に進行された。ただしキンツィヒ川の河床はゲンゲンバッハ - ビーバーラッハ区間で、新たに掘られねばならなかった。この区間は1866年7月2日に、エンゲン - ジンゲン区間は同年9月に開通された。
ドナウ - ライン分水界を貫通するハティンゲントンネルは不可避にジュラ紀石灰岩地層の掘削で施工されたので、エンゲン - ドナウエシンゲン区間の建設状況は明らかに複雑となった。プフォーレンとノイディンゲンの間ではドナウ河の流路はおよそ240 m変更されねばならなかった。ゲルヴィヒは建設の便益の理由でイメンディンゲンをドナウ河と離れる地点として決定した。普仏戦争と時期にドイツ人労働者の徴集のため鉄道建設は遅延されたが、1871年再開された。1873年11月10日にこの路線は全区間で開業された。
この路線の道床は最初から複線軌道の用度に建設されたが、線路は単線であった。ハウザッハ - ザンクト・ゲオルゲン区間の上り坂で走行速度は遅くて線路容量が不足となったので、1888年まで複線の軌道がハウザッハ - フィリンゲン区間で敷設された。19世紀末に列車はオフェンブルク - コンスタンツ区間で定期的に運行された。他にシュトゥットガルト行きの急行列車はイメンディンゲン駅で方向を転換して続いて走行した。1900年代まで旅客列車の編成数も貨物列車の通行量も継続的に増加した。第一次世界大戦の開戦以後列車通行は急激にまれになった。1918年5月24日に弾薬輸送列車がグータッハで爆発する事件が起きた。

### ドイツ帝国鉄道時代
1920年ドイツ帝国鉄道が設立された後で、1922年からP8形蒸気機関車がこの路線に投入された。1921年11月にこの路線の複線化が完了した。
1923年オフェンブルクとアートはフランス軍により占領されて、オフェンブルク経由の旅客列車はオル店ベルク旧駅まで通行した。コンスタンツ行きの急行列車はハウザッハ駅で出発した。同年11月フランス軍の占領が解除された後で、列車は再び全区間で走行することができた。1924年からホルンベルクの高架鉄道橋が技能向上の目的でレンガの構造物で改築され、工事は1925年10月に完了した。1926年までカイザートンネルは掘り抜けられた。作業の途中、山くずれが1926年3月23日に激しい雨で起きて、帝国鉄道は既に計画されたトンネルの掘り抜きを断念した。
1945年4月に、ライヘンバッハ高架橋の橋脚は爆撃の影響を受けた時に、この路線の旅客輸送は中止された。終点後この路線は復旧され、1945年6月30日に列車運行は再開された。

### ドイツ連邦鉄道時代
1955年夏からレールバスが、翌年にはディーゼル機関車がこの路線に最初に投入された。1962年既存のV200形ディーゼル機関車に取り変えられたが、機関車の性能は向上しなかった。それで1970年代に電気施設がこの路線に設備された。その工事は難しくて、すべてのトンネルの底は60~80 cmぐらい掘られねばならなかった。発電ブレーキ（elektrische Widerstandsbremse）の装着された139形電気機関車が相対的の急勾配に有利であったので、この路線に投入された。この時期にはいくつの駅が廃止された。
1989年からインターレギオ列車がこの路線を経由してフランクフルト - コンスタンツ区間を走行した。この列車は現在一時間間隔でこの路線を通じる快速列車に取り換えている。1990年代中期からベルリン、ハンブルク、シュトラールズント行きのインターレギオ列車編も提供された。

### ドイツ鉄道時代
ドイツの鉄道改革により、ドイツの私鉄もドイツ鉄道の路線網を利用できた。それで南西ドイツ交通の子会社であった、オルテナウSバーン所属の列車は、1998年5月からこの路線の一部で走行している。2014年オルテナウSバーン有限会社は解散して、親企業であるSWEGは「オルテナウSバーン」という名称で路線網を引き受けた。2014年定期時刻表変更の時から一部の列車はグータッハ野外博物館駅で停車してホルンベルクまで走行している。他にエンゲン - ジンゲン区間には中央トゥルガウ鉄道（Mittelthurgau）所属の列車が運営され、路線はコンスタンツを経てスイス国内まで連結された。
2001年定期時刻表変更の時にインターレギオ列車編数は一日2往復に減少して、残りは地域間快速列車（Interregio-Express）と転換されカールスルーエ - コンスタンツ区間で運営された。2002年末IR列車はIC列車と転換され、この路線はほとんど地域輸送で運営されている。
2003年からドナウエシンゲン - ヴィリンゲン区間に、2004年からヴータッハ谷線の分岐点 - イメンディンゲン区間に、トゥトリンゲン郡・ロトヴァイル郡・シュヴァルツヴァルト＝バール郡に関する循環列車路線（Ringzug-System）が導入された。その過程でいくつの駅は復活して、いくつの停車場は新設された。バーデン＝ヴュルテンベルク州はカールスルーエ - コンスタンツ区間の地域輸送運営権をヨーロッパ全域の起毛で入札に付した。2004年にその運営権は「DBシュヴァルツヴァルト鉄道有限会社（DB Schwarzwaldbahn GmbH）」に落札されて、その会社は2006年1月1日のそきゅう適用でDBレギオに合併された。

## 運行形態

### 遠距離輸送
チューリヒ - シュトゥットガルト区間を往復するIC列車はこの路線を経由するが、ジンゲン駅のみで停車する。 
- IC 35: ノルトダイヒ＝モーレ - ミュンスター - デュースブルク - ケルン - コブレンツ - マンヘイム - カールスルーエ - オフェンブルク - ハウザッハ - ホルンベルク - トリベルク - ザンクト・ゲオルゲン - フィリンゲン - ドナウエシンゲン - イメンディンゲン - ジンゲン - コンスタンツ。1日一本運行（週末のみ）。
- IC: シュトゥットガルト - ヘレンベルク - オイティンゲン（ゴイ） - ホルプ - ロトヴァイル - トゥトリンゲン - エンゲン - ジンゲン。120分間隔。

### 地域輸送
オフェンブルク - ホルンベルク間はオルテナウ統合運賃区域（Tarifverbund Ortenau, TGO）の運賃システムの適用区間である。トリベルク - イメンディンゲン間はシュヴァルツヴァルト・バール・ホイベルク運輸連合（Verkehrsverbund Schwarzwald-Baar-Heuberg, 商標名・略称: move）の運賃システムに属する。エンゲン - ジンゲン間の運賃システムはへーガウ＝ボーデン湖運輸連合（Verkehrsverbund Hegau-Bodensee, VHB）が管理している。
- 快速列車（RE 2）: カールスルーエ - バーデン＝バーデン - オフェンブルク - ハウザッハ - ホルンベルク - トリベルク - ザンクト・ゲオルゲン - フィリンゲン - ドナウエシンゲン - イメンディンゲン - エンゲン - ジンゲン - ラードルフツェル - コンスタンツ。60分間隔。使用車両は146形電気機関車とプッシュプル方式の二階建て客車。
- 快速列車（RE 55）: ドナウエシンゲン - イメンディンゲン - トゥトリンゲン - ジグマリンゲン - リードリンゲン - シェルクリンゲン - ウルム。120分間隔。
- 普通列車（RB 20）: バート・グリースバッハ - アペンヴァイアー - オフェンブルク - ゲンゲンバッハ - ビーバーラッハ - ハースラッハ - ハウザッハ - フロイデンシュタット。60分間隔。南西ドイツ交通（Südwestdeutscher Landesverkehrs-GmbH, SWEG）運営。使用車両はレギオシャトル1。
- 普通列車（RB 42）: ブロイリンゲン - ドナウエシンゲン - アウフェン - クレンゲン - マルバッハ西駅 - フィリンゲン - トロシンゲン - ロトヴァイル - トゥトリンゲン - イメンディンゲン - ツィンメルン - ガイジンゲン・ライプフェルディンゲン。60分/120分間隔。SWEGの系列社ホーエンツォレルン地域鉄道運営。使用車両はレギオシャトルRS1。
- 普通列車（R）: エンゲン - ヴェルシンゲン＝ノイハウゼン - ミュールハウゼン - ジンゲン庭園博覧会場駅 - ジンゲン - ラードルフツェル - コンスタンツ。30分間隔。スイス連邦鉄道のドイツ法人所属。使用車両はRABe521形電車。
- ブライスガウSバーン（S 10）: ヴィリンゲン - ドナウエシンゲン - ノイシュタット - ティティ湖 - フライブルク。60分間隔。使用車両は1440形電車。